# كوشيم
كوشيم هو أقدم اسم شخص مكتوب، ويعود الاسم إلى محاسب أو عنوان المنصب الذي كان يشغلة وجد مكتوب على لوح طيني سومري وجد في مدينة اوروك يعود تاريخ اللوح إلى حوالي 3100 قبل الميلاد، .
.